# Otto Michel

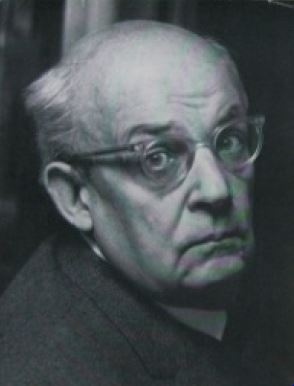
Otto Michel (1973)

Otto Adam Christoph Michel (* 28. August 1903 in Elberfeld, heute zu Wuppertal; † 28. Dezember 1993 in Tübingen) war ein deutscher evangelischer Theologe. Er war Professor für Neues Testament an der Universität Tübingen.

## Leben
Michel wurde in Elberfeld als Sohn eines Kaufmanns im Textilgewerbe geboren und wuchs in einem vom pietistischen Luthertum geprägten Elternhaus auf. Ein bestimmendes Erlebnis war seine Konfirmation im Jahre 1918, die ihn zu dem Entschluss brachte, Theologie zu studieren. Nach dem Abitur 1922 studierte Michel in Tübingen bei Adolf Schlatter und in Halle (Saale) Theologie. In Halle wurde er durch Ernst von Dobschütz angeregt, die wissenschaftliche Laufbahn anzustreben. Michel promovierte 1929 über „Paulus und seine Bibel“ und wurde noch im selben Jahr auf Grund der Promotion und einer Probevorlesung von der Theologischen Fakultät in Halle habilitiert.
Anschließend war er Inspektor des Tholuck-Konviktes und Studentenpfarrer in Halle. 1930 trat er zunächst vorübergehend, zum 1. Mai 1933 endgültig der NSDAP bei (Mitgliedsnummer 2.261.132). Von 1933 bis 1936 war er auch Mitglied der SA, bei der er, wie er später (vermutlich Ende 1939) schrieb, „in drei verschiedenen aktiven Stürmen […] vollen Dienst“ tat. Er musste aufgrund von Konflikten über die NS-Kirchenpolitik seine Stelle als Studentenpfarrer verlassen. 1934/35 war er Pfarrer in Lüdenscheid und trat im Oktober 1935 in die Bekennende Kirche ein. Danach wurde er Assistent und Lehrstuhlvertreter in Halle. Die Fakultät in Breslau wollte ihn 1936 berufen, das scheiterte jedoch an einem politischen Veto. Zwischen 1939 und 1943 übernahm er in Tübingen die Lehrstuhlvertretung für den Theologieprofessor Gerhard Kittel, der als Begründer der antisemitischen Ausrichtung der Tübinger Judaistik nach 1933 gilt. Kittel übernahm während dieser Zeit eine Professur und weiter Lehraufträge in Wien.
Nach Kriegsende erhielt Michel einen eigenen Lehrstuhl. Seine NS-Vergangenheit verschwieg er zeit seines Lebens. In Nachfolge von Gerhard Kittel wurde er 1946 ordentlicher Professor für Neues Testament in Tübingen. 1957 erfolgte die Gründung des dortigen Institutum Judaicum. 1971 wurde Michel emeritiert. Er ist der Doktorvater von Martin Hengel, der auch sein Nachfolger wurde.
Neben der universitären Lehrtätigkeit stehen Michels evangelistische Aktivitäten, seine Mitarbeit in der Studentenmission in Deutschland (SMD) sowie die Mitwirkung an Ferienseminaren für Theologiestudenten, in denen wissenschaftliche Theologie auf der Grundlage eines erwecklichen Christentums vermittelt wurde.

## Positionen
Michel vertrat das Anliegen einer biblisch begründeten Lebensorientierung gegenüber jeglicher Ideologie. Er lehnte sowohl die Studentenbewegung von 1968 als auch zeitgenössische theologische Strömungen ab, die aus seiner Sicht von der biblischen Grundlage abweichen. Im Nachhinein wird diese Haltung auch mit den schwierigen Erfahrungen während der Zeit des Nationalsozialismus begründet. Vor dem Hintergrund dieser biblischen Orientierung ist seine Mitwirkung an der Gründung des bibeltreuen Tübinger Albrecht-Bengel-Studienhauses in den späten 1960er Jahren zu sehen; desgleichen der Protest, den Michel als Emeritus 1988 gemeinsam mit dem Missionswissenschaftler Peter Beyerhaus und dem späteren württembergischen Landesbischof Gerhard Maier dagegen erhob, dass die Tübinger evangelisch-theologische Fakultät den Dr.-Leopold-Lucas-Preis an den 14. Dalai Lama verlieh. Es könne nicht Aufgabe einer Evangelisch-Theologischen Fakultät sein, einer Person einen Preis zu verleihen, die den Anspruch erhebt, die Inkarnation einer Gottheit zu sein.

## Werk
Michels wissenschaftliches Werk umfasst exegetische Kommentare zum Hebräerbrief und zum Römerbrief sowie eine Reihe von monographischen Facharbeiten und Aufsätze zur neutestamentlichen Exegese. Darüber hinaus gab er gemeinsam mit Otto Bauernfeind eine kommentierte griechisch-deutsche Ausgabe von Flavius Josephus’ De bello Judaico heraus.
Sein exegetisches Bemühen geht dahin, das Neue Testament weniger vor einem hellenistischen Hintergrund zu verstehen als vor einem alttestamentlich-jüdischen. In diesem Zusammenhang sind auch die Gründung des Institutum Judaicum in Tübingen zu sehen wie die Kontakte zu jüdischen Gelehrten, die Michel nach dem Zweiten Weltkrieg knüpfte, unter anderem zu Martin Buber und zu Pinchas Lapide. Die Bemühung um christlich-jüdischen Dialog und um den Kontakt zu israelischen Wissenschaftlern ist zweifellos ein großes Verdienst Otto Michels.
Michel war bemüht, Theologie auf der Grundlage eines „hebräischen Denkens“ zu treiben, das weniger auf Abstraktion aus ist als das griechische Denken und daher offener für die lebendige geschichtliche Begegnung mit Gott. Für den Umgang mit der Bibel bedeutet das, dass nicht geistesgeschichtlich bedingte Vorgaben etwa in Fragen der Historizität oder des Gottesverständnisses den Rahmen für die Bibelinterpretation abgeben dürfen. Vielmehr gilt es, sich unter Verzicht auf menschlich-philosophische Vorverständnisse von den Texten der Bibel leiten zu lassen:
„Jeder Versuch, die Bibel menschlich in den Griff zu bekommen, muß scheitern. Das Grundthema muß heißen: ‚Laßt euch umgestalten durch die Erneuerung eurer Denkweise’ (Römer 12,2). Der Grundsatz bleibt also bestehen: Nicht der Mensch kritisiert die Heilige Schrift, sondern die Heilige Schrift kritisiert den Menschen.“
Darin besteht nach Michel der Unterschied zwischen „Auslegung“ und „Interpretation“, wie er vor allem gegenüber der von Rudolf Bultmann und seinen Schülern betriebenen existentialen Interpretation hervorhebt:
„Auslegung ist für mich der Versuch, vergangene Geschichte und das Eingreifen Gottes in Denk- und Lebensprozesse wieder herauszuarbeiten (…) Auslegen heißt, den biblischen Text zu analysieren, verborgene Traditionszusammenhänge zu erschließen, die Aussageintentionen des Zeugnisses aufzudecken, Begriffe herauszustellen, Strukturen aufzuweisen, den Spuren des lebendigen Gottes in der Geschichte nachzugehen (…) Interpretation dagegen war für mich immer der Versuch, mich von falschen Denkstrukturen zu lösen, den richtigen Ausgangspunkt in der gegenwärtigen philosophischen Orientierung zu finden, von ihm aus meine eigene Konzeption zu entwickeln und mit dieser Konzeption den Text für mich fruchtbar zu machen. Nicht nur die ‚existentiale’, sondern jede ‚Interpretation’ in diesem Sinne ist für mich ein fragwürdiges Unterfangen, weil sie den gegenwärtigen Verstehenshorizont in das biblische Geschichtszeugnis hineinträgt und damit die Vergangenheit verfremdet.“
Trotz Anerkennung der historisch-kritischen Methode in der Bibelwissenschaft steht Michels Exegese weniger in der Tradition der liberalen Theologie als in der einer konservativen heilsgeschichtlichen Ausrichtung wie etwa der von Franz Delitzsch, den er in seinen späteren Jahren ausdrücklich als Vorgänger nannte.

## Werkverzeichnis (Auswahl)
Eine ausführliche Bibliographie von Thomas Pola und Rainer Riesner findet sich in: Helgo Lindner (Hrsg.): Ich bin ein Hebräer. Zum Gedenken an Otto Michel (1903–1993). Gießen 2003, S. 417–444.
1. Wissenschaftliche Werke:
a) Kommentare:
- Der Brief an die Hebräer, Kritisch-exegetischer Kommentar über das Neue Testament (KEK 13), Göttingen 14. Auflage 1984.
- Der Brief an die Römer, KEK 4, Göttingen 14. Auflage 1978.

b) Monographien:
- Paulus und seine Bibel, Beiträge zur Förderung christlicher Theologie 2,18, Gütersloh 1929.
- Prophet und Märtyrer, BFChT 37.2, Gütersloh 1932.
- Das Zeugnis des Neuen Testaments von der Gemeinde, Gießen 3. Auflage 1986.

c) Aufsatzbände:
- Der Weg zur Humanität. Gesammelte Aufsätze. Verlag Hermann Meister, Heidelberg 1947
- Dienst am Wort. Gesammelte Aufsätze, hrsg. von Klaus Haacker, Neukirchen-Vluyn 1986.

2. Andachten:
- Aufsehen auf Jesus. Fünfzehn Bibelstudien. Mit einem Geleitwort von Rainer Riesner, Gießen 5. Auflage 1996.